# Бурундийско-бутанские отношения
Бурундийско-бутанские отношения — двусторонние международные отношения между Республикой Бурунди и Королевством Бутан.

## Сравнительная характеристика
|                  | Бутан                        | Бурунди                                  |
| ---------------- | ---------------------------- | ---------------------------------------- |
| Население        | 787 424 человек              | 13 689 450 человек                       |
| Площадь          | 38 394,0 квадратный километр | 27 834 квадратный километр               |
| Часовой пояс     | UTC+6:00, Бутанское время    | UTC+2:00, Africa/Bujumbura               |
| Столица          | Тхимпху                      | Гитега                                   |
| Форма правления  | конституционная монархия     | смешанная республика                     |
| Официальный язык | дзонг-кэ                     | рунди, французский язык, английский язык |
| Основная религия | буддизм                      | христианство                             |
| Дата основания   | 8 августа 1949 год           | 1 июля 1962 года                         |

## История
Бурунди, будучи непостоянным членом Совета Безопасности в 1971 году, поддержало резолюцию Совета Безопасности ООН 292 и выступило за принятие Бутана в члены ООН:

...Наконец, делегация Республики Бурунди хотела бы высказаться по вопросу, стоящему перед нами, а именно о приеме Королевства Бутан в
члены Организации Объединенных Наций, приеме, который доставляет нам радость. Поступая таким образом, делегация Бурунди остается
верной идеалу, который она наметила себе в отношении универсальности нашей Организации. Этим действием она поддержала желание
народа данной страны расширить состав международной организации.
 В том же плане моя делегация считает, что мир во всем мире не может быть достигнут, пока все страны — большие и малые — не присоединятся к Организации Объединенных Наций, и в этой связи мы не могли не высказать наши поздравления— весьма заслуженные — новому члену Организации Объединенных Наций, а именно Королевству Бутан. Мы также уверены, что этот новый член понимает, что недостаточно только быть принятым в Организацию Объединенных Наций, что существует для каждой страны — большой и малой — определенная роль на международной арене, причем каждое государство должно внести свою долю в тот вклад, который уже сделан членами Организации Объединенных Наций.
  Само собой разумеется, что универсальность, которой мы придаем такое значение, не будет полностью достигнута до тех пор, пока такая значительная держава, как Китай, остается за пределами Организации Объединенных Наций, и мы надеемся, что этот пробел в нашей Организации в недалеком будущем будет заполнен, с тем чтобы Организация Объединенных Наций смогла полностью выполнить возложенную на нее задачу и принимать конкретные меры для достижения поставленной перед ней цели, а именно — достижение международного мира и безопасности на благо всего человечества.— Бурундийский посол Теренс
В 2017 году в Бутане произошёл массовый телефонный спам — бутанские пользователи пожаловались частным сотовым операторам, что им поступают звонки из Бурунди, а также из Конго. Некоторые мобильные пользователи также выразили своё разочарование тем, что во время таких звонков их деньги списывались из мобильного приложения Банка Бутана. Однако представители банка отрицали данный факт. Представители телекоммуникационных компаний предупредили пользователей, чтобы они были осторожными при ответе на подобные звонки. Частная сотовая компания «TashiCell» заблокировала входящие и исходящие звонки в Конго, при этом были заблокированы только входящие звонки из Бурунди, но не исходящие, поскольку в Бурунди проживает некоторое количество бутанцев.
Обе страны испытывают проблемы с беженцами. В 2012 году бутанская организация Австралии проводила мультикультурный фестиваль в австралийском штате Виктория в партнерстве с бурундийскими общинами. Представители бурундийской общины в Айове присутствовали на премьерном шоу бутанского фильма о беженцах «Desh Khojdai Janda».
Обе страны входят во многие международные организации, среди них: Продовольственная и сельскохозяйственная организация ООН, G-77, Международный банк реконструкции и развития, Международная организация гражданской авиации, Международная ассоциация развития, Международный фонд сельскохозяйственного развития, Международная финансовая корпорация, Международный валютный фонд, Интерпол, Международный олимпийский комитет, Международный союз электросвязи, Многостороннее агентство по инвестиционным гарантиям, Движение неприсоединения, ЮНКТАД, ЮНЕСКО, ЮНИДО, Всемирная туристская организация, Всемирный почтовый союз, Всемирная таможенная организация, Всемирная организация здравоохранения, Всемирная организация интеллектуальной собственности, Всемирная метеорологическая организация, а также обе страны принимают участие в миротворческой операции ЮНИСФА — по обеспечению безопасности в спорной территории Абъее.

## Торговые отношения
Страны не экспортировали какие-либо услуги в друг друга.
| Год                          | 2006                             | 2017                                                  | 2020                                          |
| ---------------------------- | -------------------------------- | ----------------------------------------------------- | --------------------------------------------- |
| Бутанский экспорт в Бурунди  | Аксессуары для трансляции (294$) | —                                                     | —                                             |
| Бурундийский экспорт в Бутан | —                                | Масличные семена и плоды, зерно, семена, фрукты (69$) | Фрукты, орехи, кожура цитрусовых, дыни (104$) |

## Туризм
Всего один бурундиец посетил Бутан в 2019 году.

## Визовая политика
- Гражданам Бурунди требуется виза, которую необходимо получить до поездки в Бутан. Визы обрабатываются через онлайн-систему лицензированным бутанским туроператором напрямую или через иностранное туристическое агентство. Посетитель должны отправить фото паспорта туроператору, который затем подаст заявление на получение визы. Виза будет обработана Советом по туризму Бутана после полной оплаты (включая визовый сбор в размере 40 долларов США). После получения визовое разрешение будет обработано в течение 72 рабочих часов. В пункте въезда необходимо предъявить письмо о оформлении визы, после чего виза будет проштампована в паспорте[11].
- Подданным Бутана также требуется виза до прибытия[12].

## Дипломатические представительства
- Бурунди не представлен ни на каком уровне в Бутане[13].
- Бутан не представлен ни на каком уровне в Бурунди[14].